# Kiranagi, Athni
Kiranagi là một làng thuộc tehsil Athni, huyện Belgaum, bang Karnataka, Ấn Độ.